# 克羅埃真西 (蒙大拿州)
克羅埃真西（英語：Crow Agency）是位於美國蒙大拿州大角縣的普查規定居民點。

## 歷史
克羅埃真西的郵局自1881年營運至今。

## 人口
根據2020年美國人口普查的數據，克羅埃真西的面積為19.01平方千米，皆為陸地。當地共有人口1657人，而人口密度為每平方千米87.16人。